# Hiant
Segons la mitologia grega, Hiant (grec antic Ὕιας Hías) fou un heroi grec, fill d'Atlas i de Plèione.
Anant de cacera per les terres de Líbia el va picar un escurçó o, segons altres, va ser atacat per un lleó o un senglar i va morir. Aquest accident va provocar que algunes de les seves germanes (cinc o set, segons les tradicions), morissin de pena o se suïcidessin i fossin transformades en estels, les Híades.